# Britpop
Britpop je bio britanski alternativni rock i kulturni pokret koji je stekao popularnost u Velikoj Britaniji sredinom 1990-ih. Karakteriziraju ga bendovi koji su nastali pod utjecajem britanske pop glazbe 1960-ih i 1970-ih. Makar nisu dijelili glazbena obilježja, mediji su ih svrstali, prvo pod scenu a potom pod kulturni pokret. Blur, Oasis i Pulp se smatraju najbitnijim glazbenicima britpopa, a s njim se još povezuju i Suede, Elastica, Ocean Colour Scene, Supergrass, i The Verve.
Pokret se razvio kao odgovor na razne glazbene i kulturne trendove 1980-ih i 1990-ih. Acid house i Hip hop su potaknuli interes za ritmom u britanskoj indie glazbi, što je dovelo do miješanja indie rocka i dance glazbe. U međuvremenu shoegazing pokret je počeo raditi duge, psihodelične pjesme. Oba zvuka su imali malo toga zajedničkog s tradicionalnim popom.
Ipak, glavni anti-utjecaj na britpop imao je grunge. S dolaskom mnogih američkih bendova nalik na Nirvanu, bendovi poput Blura su ubacivali patetičnu retkoriku, pišući o britanskim temama i problemima.

## Vanjske poveznice
- All Music vodič za britpop  Arhivirana inačica izvorne stranice od 15. svibnja 2005. (Wayback Machine)
- BBCev članak o 10 godina britpopa
- Članak o filmu Trainspotting  Arhivirana inačica izvorne stranice od 10. ožujka 2007. (Wayback Machine)